# Bairoil
Bairoil is een plaats (town) in de Amerikaanse staat Wyoming, en valt bestuurlijk gezien onder Sweetwater County.

## Demografie
Bij de volkstelling in 2000 werd het aantal inwoners vastgesteld op 97.
In 2006 is het aantal inwoners door het United States Census Bureau geschat op eveneens 97.

## Geografie
Volgens het United States Census Bureau beslaat de plaats een oppervlakte van
2,3 km², geheel bestaande uit land. Bairoil ligt op ongeveer 2096 m boven zeeniveau.

## Plaatsen in de nabije omgeving
De onderstaande figuur toont nabijgelegen plaatsen in een straal van 100 km rond Bairoil.